# Ziliang (sockenhuvudort i Kina, Hunan Sheng, lat 25,23, long 112,09)
Ziliang (kinesiska: 紫良) är en sockenhuvudort i Kina. Den ligger i provinsen Hunan, i den södra delen av landet, omkring 340 kilometer söder om provinshuvudstaden Changsha. Antalet invånare är 2 314. Befolkningen består av 1 148 kvinnor och 1 166 män. Barn under 15 år utgör 24,0 %, vuxna 15-64 år 64 %, och äldre över 65 år 11,0 %.
Runt Ziliang är det ganska tätbefolkat, med 155 invånare per kvadratkilometer. Närmaste större samhälle är Suocheng, 6,9 km nordost om Ziliang. I omgivningarna runt Ziliang växer i huvudsak blandskog.
Genomsnittlig årsnederbörd är 2 083 millimeter. Den regnigaste månaden är maj, med i genomsnitt 335 mm nederbörd, och den torraste är oktober, med 43 mm nederbörd.